# Cryptotendipes ariel
Cryptotendipes ariel är en tvåvingeart som först beskrevs av James E. Sublette 1960.  Cryptotendipes ariel ingår i släktet Cryptotendipes och familjen fjädermyggor. Inga underarter finns listade i Catalogue of Life.